# Big Boy Bloater
Big Boy Bloater (* im 20. Jahrhundert) ist ein britischer Gitarrist, Sänger, Songwriter, Hörfunkmoderator und Entertainer.

## Leben
Big Boy Bloater begann im Alter von etwa elf Jahren, Gitarre zu spielen. Zunächst hatte er mehr oder weniger untaugliche Instrumente, dann kaufte sein Vater ihm ein Instrument von Hohner. Auf Team Rock Radio moderierte er die Blues Magazine Show, für KLM Airline stellte er ein dreistündiges Special über B. B. King zusammen, ferner präsentierte er die Radiodokumentation Twentieth Century Blues. Nachdem er für Team Rock Radio und Feedback Radio gearbeitet hatte, begann er mit der Blues-Podcast-Serie, in der er zeitgenössische Blues-Größen vorstellte. Er spielte unter anderem mit Imelda May und Paloma Faith; auch Paul McCartney bat ihn, in Abbey Road mit ihm aufzunehmen. Big Boy Bloater trat in zahlreichen Radioshows auf, darunter in der Jools Holland Show von BBC Radio 2, in der Jo Whiley Show, in der Paul Jones Show in Mark Lamarrs God's Jukebox, in der Funk & Soul Show von Craig Charles und in der Gideon Coe Show. Außerdem hatte er zahlreiche Fernsehauftritte und wurde in Werken wie Rock & Pop: The Complete Story, The Illustrated Encyclopaedia of Music und Blues: The Complete History erwähnt.
2016 wurde er vom Blues Magazine unter die 100 „Best Blues Voices of All Time“ gewählt. Um diese Zeit hatte er eine Phase der Depression überwunden.
Mittlerweile tourt er einzeln oder mit seiner Band The LiMiTs. Unter anderem spielte er bei den Cognac Blues Passions, Ribs & Blues, Latitude, Secret Garden Party, Ramblin' Man Fair, Hop Farm Festival, BluesFest, beim The Great British R&B Festival, bei Burnley Blues und bei Viva Las Vegas.
Jools Holland bezeichnete Big Boy Bloater als „one of the great bluesmen of our time“.
2016 kam sein Album Luxury Hobo bei Mascot Records heraus, 2018 folgte Pills.
Big Boy Bloater lebt mit seiner Frau Lisa, die er seit 1991 kennt, in Farnborough.